# أولاش غولر
أولاش غولر (بالتركية: Ulaş Güler)‏ هو لاعب كرة قدم تركي في مركز حراسة المرمى، ولد في 8 أبريل 1980 في أيدين في تركيا. لعب مع أوفتاس سبور وغنتشلربيرليغي وغيرسون سبور.

## وصلات خارجية
- أولاش غولر على موقع اتحاد تركيا (لاعب) (الإنجليزية)
- أولاش غولر على موقع قاعدة بيانات كرة القدم.إي يو (الإنجليزية)